# Cholina
Cholina település Csehországban, a Olomouci járásban. Cholina Dubčany, Senice na Hané, Bílsko, Loučka, Haňovice és Litovel településekkel határos. Lakosainak száma 712 fő (2024. január 1.).

## Népesség
A település lakosságának változását az alábbi diagram mutatja:
| Lakosok száma | 764  | 834  | 903  | 755  | 716  | 646  | 736  | 741  | 718  | 712  |
|               | 1869 | 1890 | 1921 | 1950 | 1980 | 2001 | 2017 | 2019 | 2022 | 2024 |